# Université Chaopraya
L'université Chaopraya (en thaï : มหาวิทยาลัยเจ้าพระยา ; en anglais : Chaopraya University ou CPU) est une université privée thaïlandaise située à Nakhon Sawan.

## Source
- (en) Cet article est partiellement ou en totalité issu de l’article de Wikipédia en anglais intitulé « Chaopraya University » (voir la liste des auteurs).